# بین جینگ‌جائو

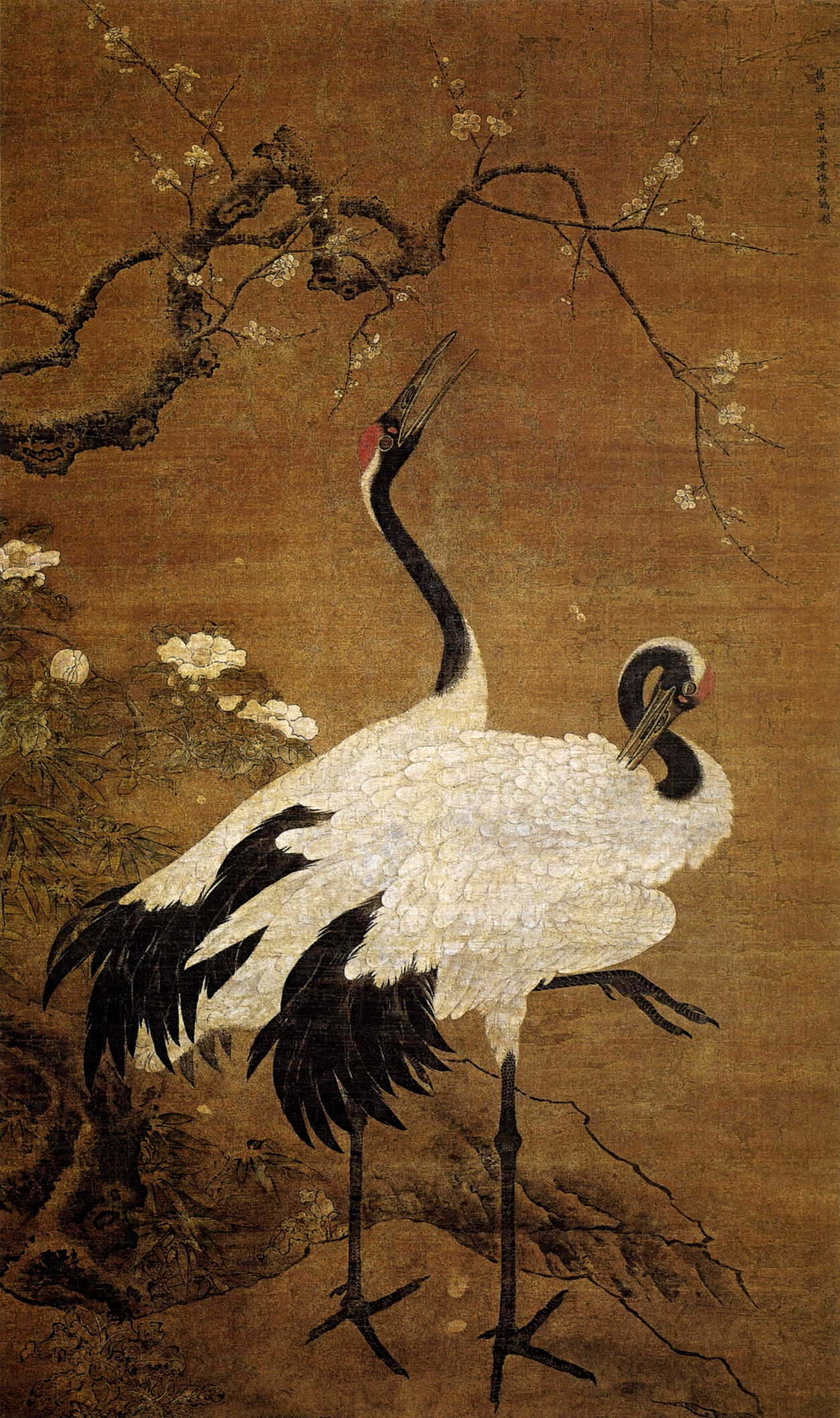
درناها و شکوفه‌های آلو، موزهٔ گوانگ‌دونگ

بین جینگ‌جائو یا پین چینگ‌چائو (چینی ساده: 边景昭، چینی سنتی: 邊景昭، پین‌یین: Biān Jǐngzhāo، وید جایلز: Pien Ching-chao) از نقاشان بنام چینی اوایل دودمان مینگ و از اهالی لونگژی در استان گانسو  بود که دوران فعالیتش به سال‌های بین ۱۴۲۶ تا ۱۴۳۵ برمی‌گردد.‌

## نگارخانه

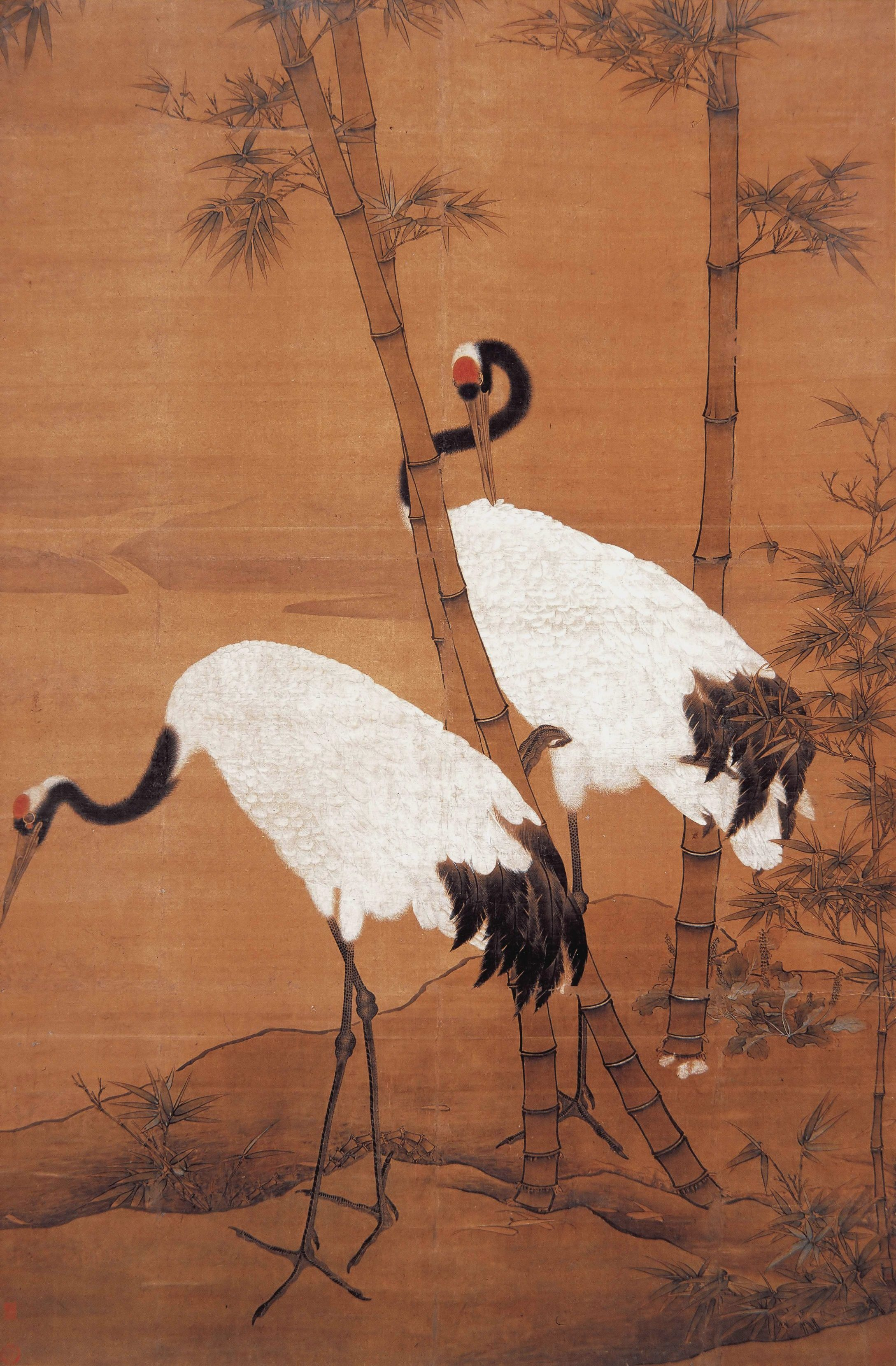
درناها و گیاه بامبو، کاخ‌موزهٔ پکن
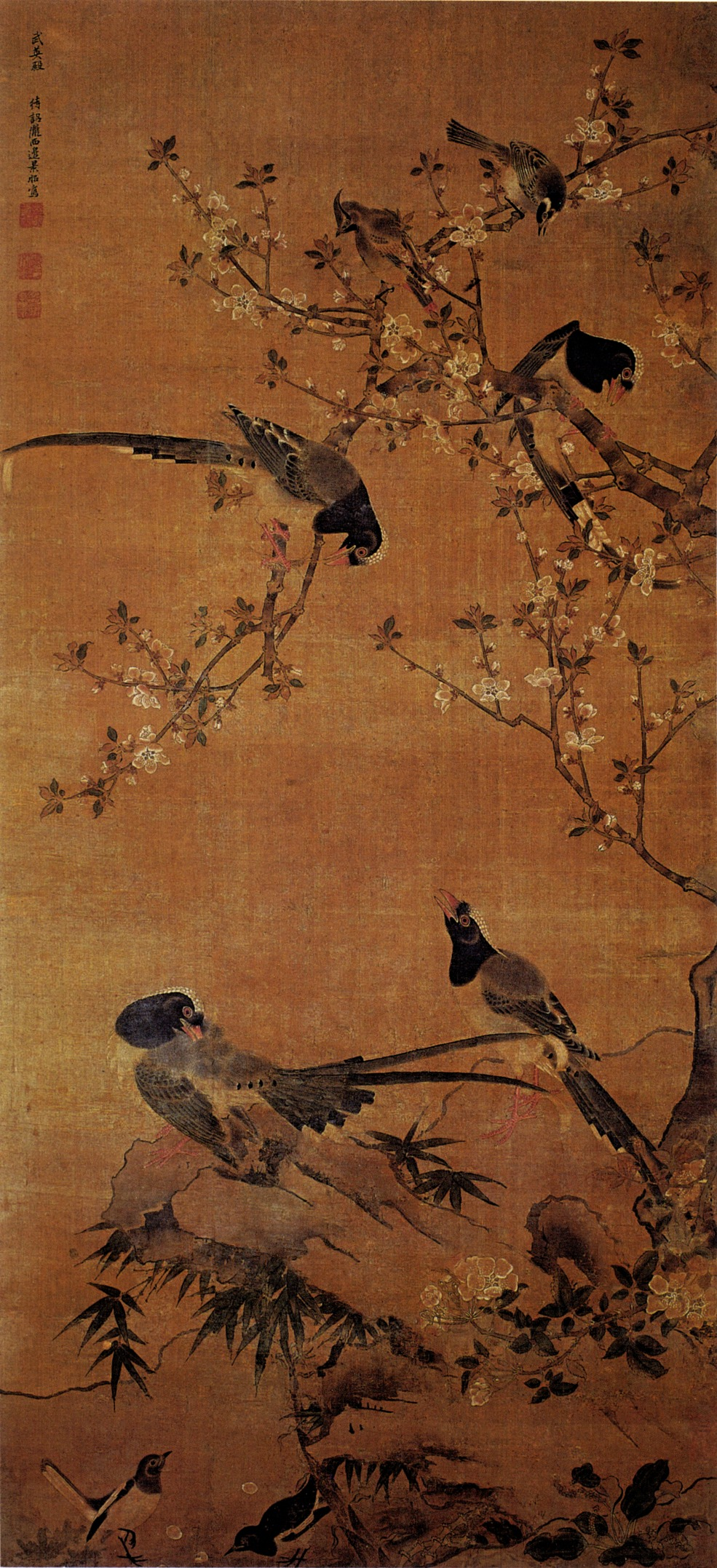
تجمع پرندگان بر روی گل‌ها و بامبوها، موزهٔ شانگهای
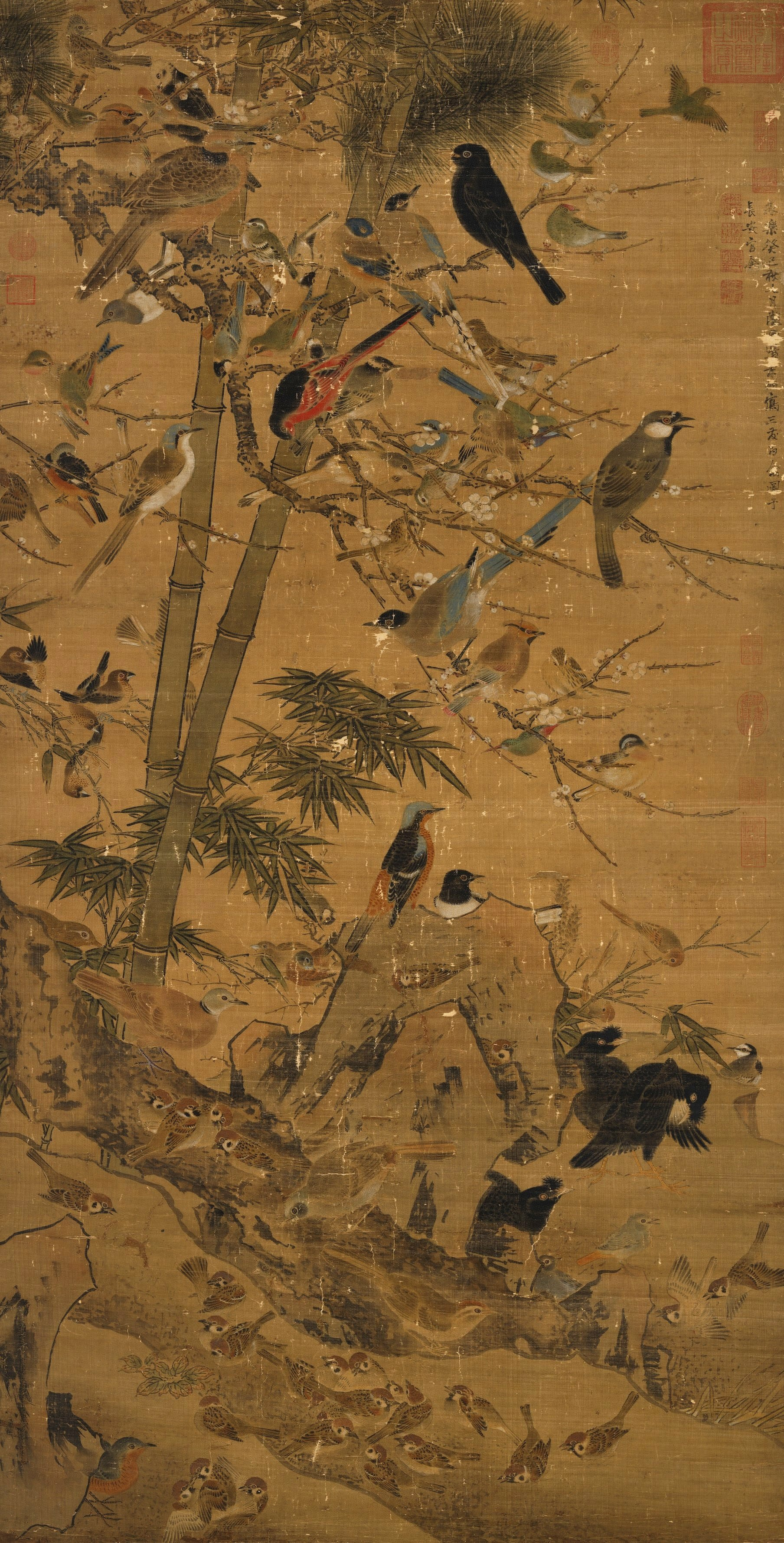
سه دوست و یکصد پرنده، کاخ‌موزهٔ ملی تایوان
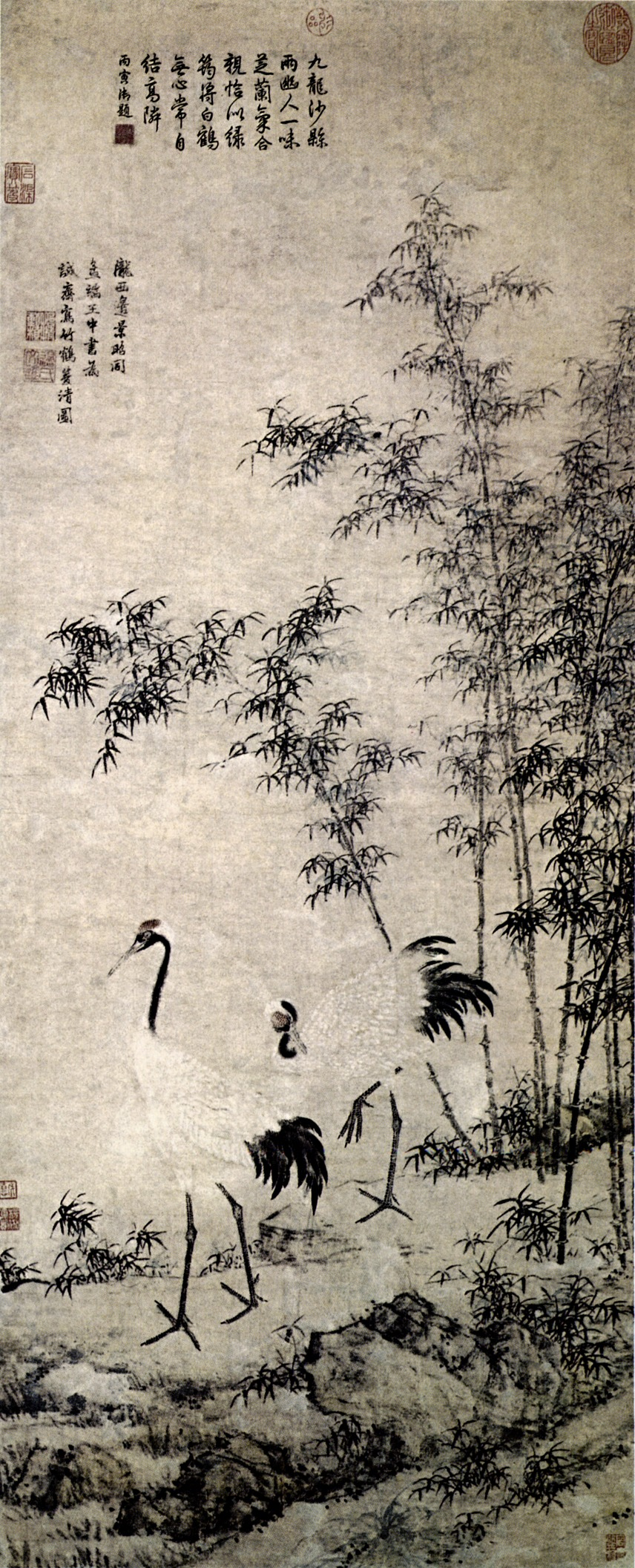
درناها و بامبوها - وضوحی دوگانه (در این نگاره، درناها توسط بین جینگ‌جائو و بامبوها توسط وانگ فو نقاشی شده‌اند)، کاخ‌موزهٔ پکن.